# Dôme de Vupar
Vupar Tholus
Pour les articles homonymes, voir Vupar.
Le dôme de Vupar (désignation internationale : Vupar Tholus) est un dôme situé sur Vénus dans le quadrangle de Navka Planitia. Il a été nommé en référence à Vupar, mauvais esprit chuvash (région de la Volga) à l’origine des éclipses lunaires et solaires.